# هوندسهوبل
هوندسهوبل (به آلمانی: Hundshübel) یک منطقهٔ مسکونی در آلمان است که در شتوتسنگرون واقع شده‌است. هوندسهوبل ۱٬۰۷۰ نفر جمعیت دارد و ۵۵۹ متر بالاتر از سطح دریا واقع شده‌است.